# 克劳迪娅·瓦尔迪
克劳迪娅·瓦尔迪（德語：Claudia Waldi，1964年7月29日—），旧姓恩格斯（Engels），德国女子赛艇运动员。她曾代表西德、德国参加世界赛艇锦标赛，获得四枚金牌和三枚铜牌，均来自轻量级项目。